# گکوهای خارشی
گکوهای خارشی (نام علمی: Heteronotia) نام یک سرده از تیره گکویان است.